# Le Baiser (Klimt)
Pour les articles homonymes, voir Le Baiser.
Le Baiser (Der Kuss) est un tableau du peintre autrichien Gustav Klimt, réalisé de 1908 à 1909. Cette peinture à l'huile sur toile recouverte de feuilles d'or est conservée au palais du Belvédère à Vienne. L'œuvre fait partie du Cycle d'or de Klimt et elle est sûrement la plus célèbre du peintre autrichien.
L'auteur lui-même et sa compagne, Emilie Flöge, en sont probablement les modèles.

## Description
Le tableau est au format carré dont les deux personnages occupent le centre-haut. Elle représente un homme qui embrasse une femme sur la joue. Le couple est enlacé, la femme est à genou. Alors que les motifs du vêtement masculin sont des quadrilatères noirs et en or, les motifs du vêtement féminin sont ronds, colorés et font penser à des fleurs.
Se tenant debout, et penché sur sa compagne, l'homme est vêtu d'une robe jaune avec des formes géométriques dont des rectangles gris, noir, blanc. Il porte sur la tête une couronne de feuilles de lierre et son visage tourné vers celui de sa compagne est invisible. Comme dans toutes les représentations d'étreintes de Klimt, on ne voit pas le visage de l'homme. Il semble dominer la femme.
Agenouillée, la femme porte elle aussi une robe jaune mais différente de celle de l'homme, avec des cercles multicolores. Sa chevelure est fleurie et sa peau est pâle comme celle d'une défunte. Sa tête penchée fait penser à la décapitation, un thème cher aux peintres symbolistes. Le visage de la femme, aux yeux clos, est entièrement visible. Son regard exprime l'extase. Son vêtement cache entièrement l'homme mais celui de la femme la révèle en partie : bras gauche, mollets et pieds, courbes du corps.
Les mains sont visibles : l'homme enserre la tête de sa compagne, dont le visage est tourné vers le spectateur, sa main droite la tenant par le menton et la joue gauche, et sa main gauche soutenant par la nuque la tête fortement rejetée en arrière. La femme quant à elle pose sa main droite sur la nuque de son compagnon et tient de sa main gauche la main droite de l'homme.
Le sol à leurs pieds est densément couvert de fleurs et de motifs végétaux, qui tranchent avec un arrière-plan abstrait, plus uniforme, aux tonalités dorées. Cet arrière-plan a été obtenu grâce à de l'emploi de poudre dorée. Gustave Klimt aimait les fleurs qui poussaient abondamment dans son jardin. Les serpentins dorés sous les pieds de la femme font penser à des cheveux stylisés.

## Interprétation

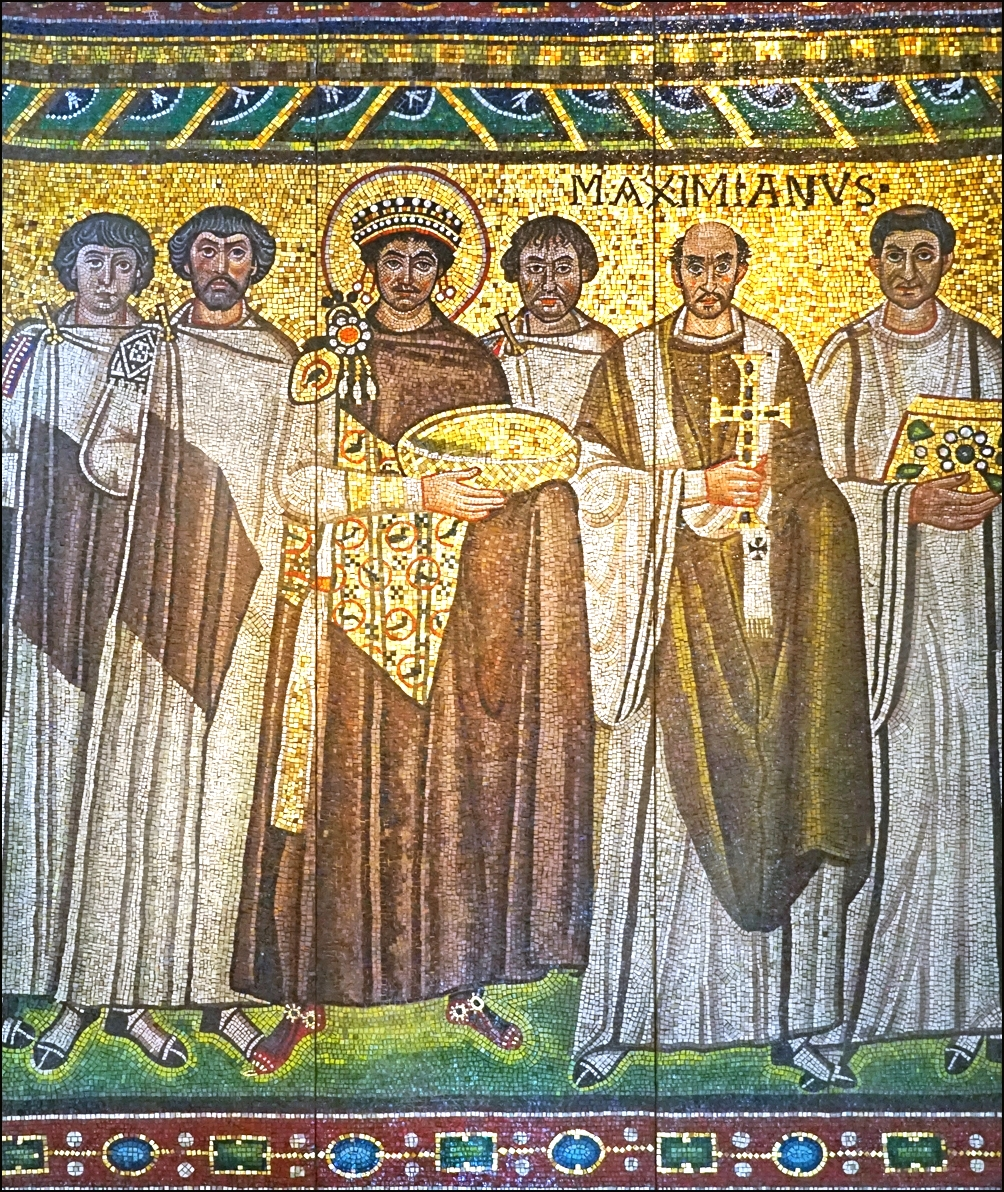
Détail des mosaïques byzantines de Ravenne en Italie. VIè siècle.

Dans la littérature la plus récente (Julio Vives Chillida, 2008), l’œuvre a été interprétée comme une représentation symbolique du moment où Apollon embrasse la nymphe Daphné, qui se métamorphose en un laurier pour échapper au dieu, selon Ovide (Livre I des Métamorphoses). Cette approche doit être complétée par celle de la frise de Klimt dans la salle à manger du Palais Stoclet à Bruxelles, dans laquelle la métamorphose est consommée et donne naissance à un nouveau laurier. C’est une perspective, soutenue par la littérature, qui donne sens à cette œuvre de Klimt dans un contexte iconographique, et pas seulement métaphorique, de l’histoire de l’art.
La présence des motifs dorés est récurrente dans l'œuvre de Gustave Klimt. Ce dernier était le fils d'un orfèvre et il connaissait bien les arts appliqués. Dans Le Baiser, il utilise des feuilles d'or pour les vêtements et de la poudre d'or pour le fond. Gustave Klimt manifestait également beaucoup d'intérêt pour la mosaïque qu'il a étudiée à Vienne et qu'il a admirée à Ravenne lors d'un voyage en Italie en 1903. Les costumes des deux amants font clairement allusion aux mosaïques byzantines.

## Historique

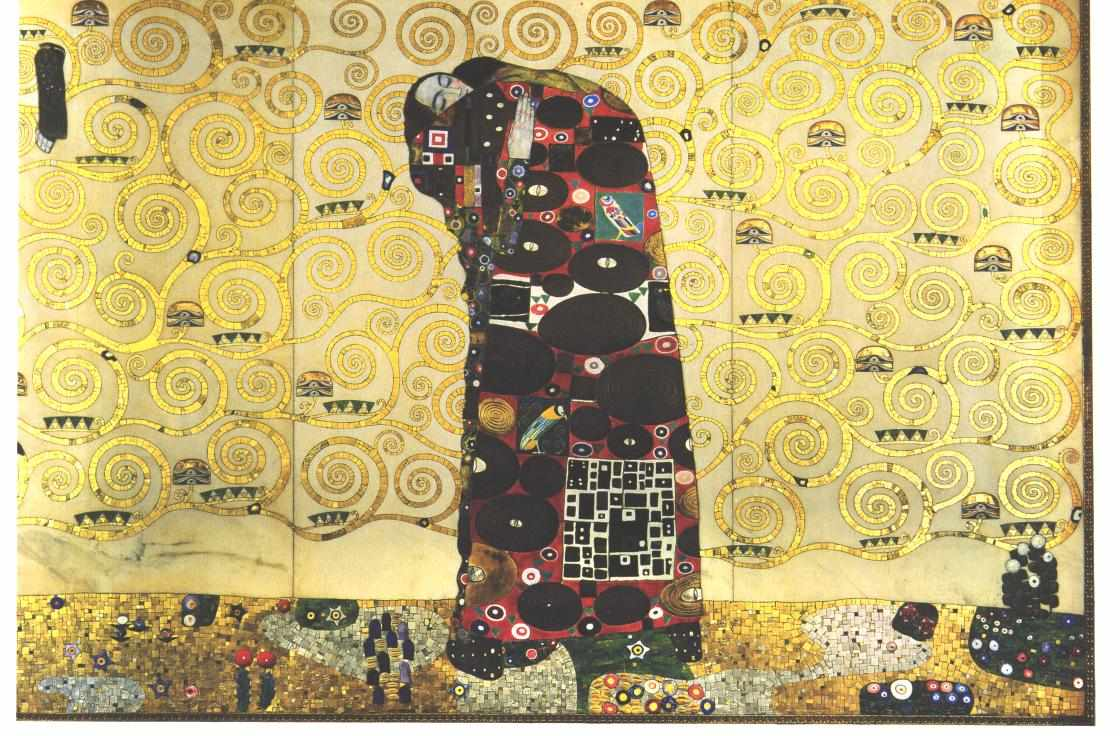
Gustave Klimt, Fresque du Palais Stoclet, Bruxelles, début du XXè siècle

Le Baiser est le fruit d'une genèse artistique qui dura plusieurs années. En 1902, Gustave Klimt inséra un couple nu dans sa Frise Beethoven pour décorer la partie intitulée « Un baiser pour le monde entier ». En 1904, le peintre a introduit une scène de baiser dans une frise de la salle à manger du palais Stoclet
Intitulée initialement "Amants" (Liebespaar) et dans un état inachevé, la toile a été présentée pour la première fois à la Foire d'art (Kunstschau) de Vienne en 1908 et a immédiatement attiré une grande attention et ravi les visiteurs. Gustav Klimt était l'un des organisateurs de l'exposition, qui a réservé la salle n° 22 à ses œuvres. Le comité du ministère de la Culture et de l'Éducation du Reich a décidé à l'unanimité d'acquérir cette toile de Klimt pour la galerie contemporaine nouvellement créée au Bas-Belvédère, aujourd'hui la Galerie du Belvédère. 
La commission artistique de la section allemande de la Galerie moderne du Royaume de Bohême, qui s'est réunie le 29 juin 1908, avait également l'intention d'acheter Le Baiser pour la Galerie nationale de Prague. Il a fallu à Klimt un an pour achever le tableau : Le Baiser a été reçu par la galerie le 22 juin 1909. Klimt a redessiné la pelouse fleurie en bas à gauche de la toile et l'ornementation des robes, et a également éliminé l'erreur anatomique consistant à allonger les tibias de la femme agenouillée.
Le tableau appartient à la période de travail de Klimt appelée "or" dont il constitue l'apogée : à cette époque, l'artiste travaillait beaucoup avec la couleur or et utilisait de véritables feuilles d'or dans ses tableaux. La popularité des peintures de cette période, ainsi que du "Baiser", est due notamment à leur effet décoratif prononcé, dû entre autres à l'utilisation généralisée de ce matériau. Le tableau a été réalisé à un moment critique de la carrière de Klimt, qui venait de quitter la Sécession viennoise.